# Санкт-Петербурзький державний економічний університет
Санкт-Петербу́рзький державний економічний університе́т (СПбГЭУ) — вищий навчальний заклад Санкт-Петербурга, один з найбільших навчальних і наукових центрів Росії.
Розташований у будівлі колишнього Асигнаційного банку Російської імперії, збудованій за проектом архітектора Джакомо Кваренгі у 1783—1799 роках.

## Історія
Ленінградський фінансово-економічний інститут (ЛФЕІ) було створено на базі розформованого 1930 року економічного факультету Політехнічного інституту. Датою створення вважається 3 червня 1930 року.
Університет кілька разів збільшувався за рахунок приєднання 1934 року Московського фінансово-економічного інституту, 1940 року — Вищого фінансово-економічного інституту (Ленінград) і Фінансової академії (Ленінград).
За часів німецько-радянської війни ЛФЕІ було евакуйовано до міста Єсентуки, потім до Ташкента. Роботу в Ленінграді інститут відновив 1 вересня 1944 року.
1954 року відбулось злиття ЛФЕІ з Ленінградським плановим інститутом. 1963 інституту було надано ім'я М. О. Вознесенського.
23 вересня 1991 року постановою Ради міністрів РРФСР ЛФЕІ було перетворено на Санкт-Петербурзький університет економіки і фінансів. У жовтні 1991 року ректором університету став Леонід Тарасевич. У грудні 2006 року новим ректором був обраний Ігор Максимцев; у грудні 2011 року його було переобрано на новий термін.
1 серпня 2012 року міністр освіти і науки Дмитро Ліванов підписав наказ № 581 про створення Санкт-Петербурзького державного економічного університету шляхом об'єднання двох провідних ВНЗ міста — ФІНЕК та ІНЖЕКОН.

## Структура

### Факультети[4]
Університет поділяється на сім факультетів:
- загальноекономічний
- факультет регіонознавства, інформатики, туризму й математичних методів (РІТММ)
- юридичний
- гуманітарний
- факультет економіки й управління
- вечірній факультет
- заочний факультет

Також є факультет довузівської підготовки та профорієнтації, що займається платною підготовкою до вступних іспитів для всіх бажаючих.
З 2011 року, після закінчення другого курсу студенти загальноекономічного факультету, з урахуванням успішності (студенти, які навчаються на контрактній основі, проходять за фахом поза конкурсом) переходять на один із таких факультетів:
- Факультет фінансових, кредитних і міжнародних економічних відносин
- Факультет статистики, обліку й економічного аналізу
- Факультет економічної теорії та політики
- Факультет економіки праці й управління персоналом
- Факультет економіки й управління
- факультет комерції та маркетингу

Студенти, які навчаються за власний кошт, мають можливість обирати факультет і кафедру, на якій вони будуть продовжувати своє навчання. Студенти, які навчаються за цільовим напрямком, навчаються за тією спеціальністю, на яку вони направлені.
Студенти вечірнього, заочного факультетів також після закінчення другого курсу обирають спеціальність з урахуванням успішності й бажання.

### Підрозділи
- Магістратура
- Аспірантура
- Докторантура
- Вища економічна школа СПбДУЕФ[5]
- Інститут іноземних мов СПбДУЕФ[6]
- Видавництво
- Центр наукових досліджень
- Центр інноваційного розвитку СПбДУЕФ[7]
- Міжнародний інститут економіки та політики[8]
- Науково-дослідний інститут права
- Філія в Мурманську
- Філія у Пскові
- Філія у Великому Новгороді

### Інфраструктура
- Центр зайнятості
- Бібліотека
- Центр інформаційних технологій з комп'ютерними класами
- Спортивний комплекс з басейном
- Студентський клуб
- Союз випускників
- Студентські організації
- Видавництво
- Їдальня, кафе й буфети
- Пункт охорони здоров'я
- Гуртожиток на Новоізмайловському проспекті, б. 16 — Міжвузівське студентське містечко
- Гуртожиток на проспекті Косигіна, б. 19
- Гуртожиток на каналі Грибоєдова б. 30/32

## Видання
- Газета «Экономіст»
- Журнал «Известия Санкт-Петербургского университета экономики и финансов»
- Журнал «Ученые записки юридического факультета»
- Газета «UnderСтуд»